# Diecezja Huajuapan de León
Diecezja Huajuapan de León (łac. Dioecesis Huaiuapanensis) – diecezja Kościoła rzymskokatolickiego w Meksyku, sufragania archidiecezji Puebla de los Angeles. 

## Historia
25 kwietnia 1902 roku papież Leon XIII konstytucją apostolską Apostolica Sedes erygował diecezję Mixtecas. Dotychczas wierni z tych terenów należeli do archidiecezji Puebla de los Angeles. 13 listopada 1903 roku nazwa diecezji została zmieniona na Huajuapan de León.

## Ordynariusze
- Rafael Amador y Hernández (1903 - 1923)
- Luis María Altamirano y Bulnes (1923 - 1933)
- Jenaro Méndez del Río (1933 - 1952)
- Celestino Fernández y Fernández (1952 - 1967)
- José López Lara (1967 - 1981)
- José de Jesús Aguilera Rodriguez (1982 - 1991)
- Felipe Padilla Cardona (1992 - 1996)
- Teodoro Enrique Pino Miranda (2000 - 2020)
- Miguel Ángel Castro Muñoz (od 2021)